# Marwan El Shorbagy

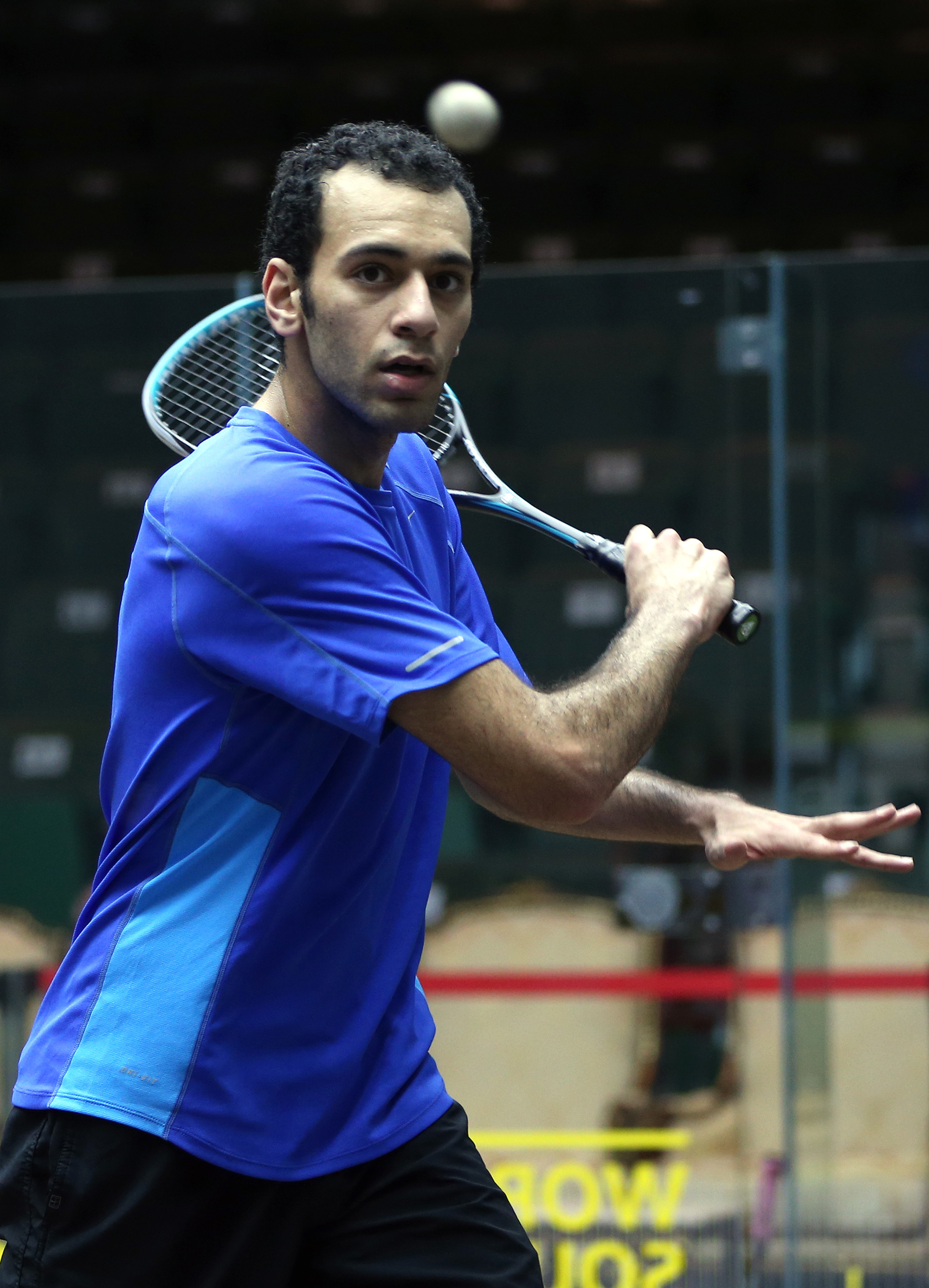
Marwan El Shorbagy en 2012

Marwan El Shorbagy, né le 17 juillet 1993 à Alexandrie, est un joueur de squash représentant l'Égypte puis l'Angleterre. Il atteint en mai 2018 la troisième place mondiale sur le circuit international, son meilleur classement. Il est champion du monde junior en 2011 et 2012. C'est le frère cadet de Mohamed El Shorbagy, no 1 mondial en 2014 et champion du monde en 2017.

## Biographie
Il atteint la finale du championnat du monde 2017 face à son frère Mohamed et remporte son premier PSA World Series quelques mois après à l'occasion du tournoi El Gouna International. En mai 2018 après une victoire retentissante au tournoi El Gouna International, il atteint la 3e place mondiale. Il se blesse après le British Open et n’apparaît plus en compétition en 2018. Il fait son retour en janvier 2019 au tournoi des champions. En mars 2021, il remporte son premier tournoi Platinum, le tournoi Black Ball Squash Open,.

## Palmarès

### Titres
- Black Ball Squash Open : 2021
- World Series Finals : 2020
- El Gouna International : 2018
- Squash on Fire Open 2025
- Cleveland Classic : 2025
- Open Squash Classic 2024
- The Hong Kong Football Club Open 2022
- Wimbledon Club Open : 2019
- Motor City Open : 2018
- Grasshopper Cup : 2016
- Houston Open : 2016
- Torneo Internacional PSA Sporta : 2014
- Championnats du monde junior : 2 titres (2011, 2012)
- Championnats du monde par équipes : 2017
- Championnats d'Europe de squash par équipes : 2 titres (2024, 2025)

### Finales
- Championnats du monde : 2017
- Tournament of Champions : 2023
- Open de Nouvelle-Zélande de squash: 2 finales (2023, 2025)
- Open de Pittsburgh: 2 finales (2023, 2024)
- Grasshopper Cup : 2022
- Open de France : 2022
- Netsuite Open : 2022
- Windy City Open : 2 finales (2017, 2018)
- Open de Chine : 2015
- Abierto Mexicano de Raquetas : 2014
- Championnats du monde par équipes : 2023